# Нижнеамурская область
Нижнеаму́рская о́бласть (Ни́жне-Аму́рская) — административно-территориальная единица в составе РСФСР, существовавшая в 1934—1956 годах. Центром области был город Николаевск-на-Амуре.
Область образована как административно-территориальная единица Дальневосточного края постановлением ВЦИК от 22 июля 1934 года в составе Нижне-Амурского и Охотско-Эвенского национального округов. При разделении Дальневосточного края 20 октября 1938 года на Приморский и Хабаровский края вошла в состав последнего. Нижнеамурская область ликвидирована 23 января 1956 года, а входящие в неё районы переданы непосредственно в состав Хабаровского края.

## Природа

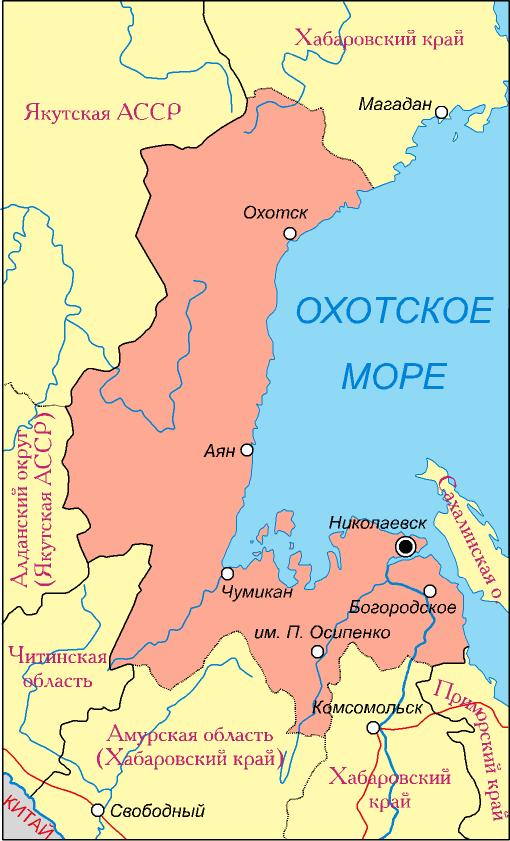
Нижнеамурская область в 1946 году

Нижнеамурская область располагалась на Тихоокеанском побережье СССР и омывалась водами Охотского моря и Татарского пролива. Природные условия области характеризовались среднегорным рельефом (на юге имелись низменности), густой речной сетью, муссонным климатом с морозной зимой и прохладным летом и связанными с этим почвами и растительностью.

### Рельеф и полезные ископаемые
Большую часть территории области занимали низкие и средние горы. На юге области (южнее реки Уда) чередовались горные хребты и межгорные равнины. Крупнейшими хребтами этой части области являлись Сихотэ-Алинь на правом берегу Амура и хребты Ям-Алинь (высшая точка — 2279 м), Чаятын, Омальский, Мевачан, Магу на левом берегу. Эти хребты имели как субширотное, так и субмеридиональное направление. Крупнейшими равнинами юга области являлись Нижне-Амурская низменность, а также низменность, тянувшаяся от устья Тугура до нижнего течения Горюна. Обе низменности изобиловали озёрами и болотами.
В северной части области крупнейшим хребтом был Джугджур, тянувшийся параллельно берегу Охотского моря (высоты до 2000 м). Между Джугджуром и Охотским морем был расположен более низкий Прибрежный хребет (высота до 1581 м). С запада к Джугджуру примыкало Юдомо-Майское нагорье.
Крайний северо-восток области был занят многочисленными короткими субмеридиональными горными хребтами, примыкавшими к Оймяконскому и Нерскому плоскогорьям. Высшей точкой этих хребтов, как и всей области, являлась гора Аси (2400 м).
Из полезных ископаемых, разведанных к середине 1950-х годов, промышленное значение имели только многочисленные месторождения золота. Также были найдены запасы железной руды, каменного угля, цветных металлов, каменных строительных материалов, глин и торфа.

### Климат
На территории Нижнеамурской области господствовал муссонный климат. Зимой преобладали холодные сухие воздушные массы и северные и северо-западные ветры (дувшие с суши). В результате зима была очень холодной и сухой. Средняя температура января колебалась от −24°C на побережье до −26°…-31°C в глубине материка. Самой холодной частью области были западные склоны Джугджура, где средняя январская температура достигала −40°C.
Летом преобладали дувшие с моря южные ветра, что делало это время года прохладным и влажным. Средние температуры самого тёплого месяца (август — на побережье, июль — в глубине материка) колебались от +13°С…+16°C вблизи от моря до +15°С…+18°C вдали от него. Самыми тёплыми частями области были низовья Амура и побережье Татарского пролива.
За год выпадало 370—580 мм осадков. При этом наиболее засушливой частью области были западные склоны Джугджура, а самой увлажнённой — его восточные склоны.
Средние годовые температуры на территории области колебались от 0°C на юге области до −6°C на севере. Вкупе с малым количеством выпадавшего снега это способствовало практически повсеместному распространению вечной мерзлоты. Вегетационный период в области длился 140—154 дня.

### Гидрография
Реки области относились к бассейнам моря Лаптевых, Охотского моря и Татарского пролива. Реки крайнего севера области протекали субмеридионально с севера на юг и впадали в Охотское море. Крупнейшими из них были Иня, Ульбея, Кухтуй, Охота, Урак. С восточных склонов Джугджура в Охотское море стекали река Улья и ряд мелких речушек. Реки западной части области стекали с западных склонов Джугджура и относились к бассейну Лены. Крупнейшими из них были притоки Алдана — Мая, Юдома и Учур.
К югу от Джугджура протекала река Уда, впадавшая в Удскую губу Охотского моря. Ещё южнее протекал впадавший в Тугурский залив Тугур. Самая южная часть области относилась к бассейну Амура. Помимо самого Амура крупнейшей рекой юга области был его приток Амгунь.
Озёр было немного. Самыми большими из них были Чля, Орель, Удыль,Большое Кизи и Чукчагирское. Все они располагались в южной, равнинной части области.

### Почвы и растительность
Наиболее плодородными почвами Нижнеамурской области были пойменные почвы в долинах Амура и его притоков. В низовьях Амура преобладали бурые горнолесные почвы. На территории Нижне-Амурской низменности до 20 % площади занимали почвы болотного ряда. В горных районах, в нижней части склонов, были распространены дерново-подзолистые почвы. В верхней части склонов имели маломощные каменистые почвы, которые чередовались с участками, практически полностью лишёнными почв.
Вся территория области входила в зону таёжных лесов. Однако из-за горного рельефа и сурового климата лесистость была невелика — от 60—70 % на юге области до 30—40 % на севере. В горах верхняя граница лесов проходила на высоте 900—1000 м (иногда 1200 м) на юге области и на высоте 300—400 м на севере.
В породном составе лесов преобладала лиственница. На юге области встречались значительные массивы еловых и пихтово-еловых лесов. В долинах рек часто встречалась берёза, а вдоль морского побережья и у верхней границы леса в горах — каменная берёза. В долинах Маи, Уды и Амгуни встречались сосновые рощи, а вдоль русел горных рек произрастали узкие полосы тополя и ивы.
В долинах крупных рек юга области и на низменностях часто встречались мари — мокрые злаковые луга в сочетании с кочковатыми и торфяными болотами, поросшие зарослями кустарниковых берёз и низкорослой лиственницей.
Выше верхней границы леса был распространён кедровый стланик, а ещё выше начиналась горная тундра, в которой росли лишайники, мхи и кустарнички.

### Животный мир
Животный мир Нижнеамурской области был типичен для таёжных лесов и горной тундры. Из млекопитающих были широко распространены лось, северный олень, горностай, росомаха, рысь, выдра, бурый медведь, волк, белка, лемминги. В южной части области была распространена типичная для юга Дальнего Востока фауна: изюбри, косули, кабарги, чёрные медведи, белки-летяги. Проводились работы по восстановлению популяции соболей и акклиматизации ондатры. Птицы были представлены кедровкой, дятлами, дроздами, рябчиками, каменными глухарями, белыми куропатками, совами, ястребами-тетеревятниками.
На побережье и островах Охотского моря часто встречались лежбища морского зверя — сивуча, полосатого тюленя, кольчатой нерпы. Там же имелось большое количество птичьих базаров, крупнейший из которых был на острове Ионы.
Очень разнообразным был видовой состав промысловых рыб. В больших количествах встречались лососёвые — кета, горбуша, сим — которые заходили на нерест в Амур и реки Охотского побережья. Также промысловое значение имели карповые, осетровые (амурский осётр и калуга), щука и сом.

## Органы власти
В Нижнеамурской области, как и в других административных единицах СССР, существовала советско-партийная система власти: областной комитет ВКП(б) (с 1952 — КПСС) и областной исполнительный комитет.
Председатели областного исполнительного комитета:
- Кантер О. К. 1934 — февраль 1935
- Толпыго Б. В. 1936 — декабрь 1937
- Афанасьев П. Я. 1947—1950
- Устинов В. 1950—?
- Есауленко К. Е. ?—1956

Первые Секретари областного комитета ВКП(б)/КПСС:
- Васильев И. А. 1935—1937
- Гудинов А. И. 1937 — август 1938
- Гаврилов М. А. 1939—1941
- Соловьёв П. Н. 1941—1949
- Ромашков А. П. 1951—1954[3]

## Административное деление
После ликвидации в 1930 году окружного деления в СССР в стране остро встал вопрос об управлении большим количеством административных районов областными или краевыми властями. На Дальнем Востоке управление усложнялось огромной территорией и отсутствием путей сообщения. Для решения этой проблемы с 1932 года в Дальневосточном крае началось создание внутренних областей. В рамках этого процесса была создана и Нижнеамурская область.
В первые месяцы своего существования область делилась на 3 района (Кербинский, Нижнеамурский, Ульчский) и Охотско-Эвенский национальный округ. Постановлением Президиума ВЦИК от 15 сентября 1934 года Охотско-Эвенский НО был упразднён, а его районы были непосредственно подчинены Нижнеамурскому облисполкому. Таким образом, число районов возросло до 6 — добавились Аяно-Майский, Охотский и Тугуро-Чумиканский районы.
Административное деление Нижнеамурской области на 1 октября 1938 года:
| Район              | Центр                  | Площадь, тыс. км² | Число сельсоветов |
| ------------------ | ---------------------- | ----------------- | ----------------- |
| Аяно-Майский       | с. Аян                 | 166,6             | 9                 |
| Кербинский         | с. Керби               | 36,0              | 4                 |
| Нижнеамурский      | г. Николаевск-на-Амуре | 29,5              | 47                |
| Охотский           | с. Охотск              | 169,3             | 12                |
| Тугуро-Чумиканский | с. Чумикан             | 114,6             | 9                 |
| Ульчский           | с. Богородское         | 33,7              | 25                |

Город Николаевск-на-Амуре не входил в состав районов и подчинялся непосредственно областным властям.
В районах проживания национальных меньшинств были созданы национальные сельсоветы. В конце 1930-х годов их было 42: 16 эвенкийских, 9 ульчских, 7 нивхских, 6 эвенских, 4 негидальских.
В 1939 году Кербинский район был переименован в район имени Полины Осипенко. В том же году в Ульчском районе был образован рабочий посёлок Дидбиран.
2 апреля 1943 года из состава Нижнеамурского района был выделен Тахтинский район с центром в с. Тахта. После этого число районов в области оставалось неизменным до момента её упразднения.
Административное деление Нижнеамурской области на 1 июля 1945 года:
| Район               | Центр                    | Площадь, тыс. км² | Сельсоветы |
| ------------------- | ------------------------ | ----------------- | --- |
| Аяно-Майский        | с. Аян                   | 157,2             | Аимский, Альдомский, Аянский, Батомский, Верхне-Майский, Лантарский, Нельканский, Немуйский, Тоттинский |
| им. Полины Осипенко | п. Имени Полины Осипенко | 33,6              | Веселогорский, Гугинский, Каменский, им. Полины Осипенко |
| Нижнеамурский       | г. Николаевск-на-Амуре   | 10,7              | Авринский, Астрахановский, Власьевский, Иннокентьевский, Касьяновский, Кольский, Красносельский, Лазаревский, Лангерский, Лиманский, Льва Толстого, Нижне-Пронгенский, Озерпахский, Пуирский, Рождественский, Сергеевский, Тывлинский, Уаркинский, Чарбахский                                                                                  |
| Охотский            | с. Охотск                | 158,9             | Аркинский, Бунгахский, Бялгинский, Инский, Ново-Устинский, Охотский, Приисковый, Резидентский, Ульбешканский, Улинский, Уракский, Хейджанский, Юдомский |
| Тахтинский          | с. Тахта                 | 22,9              | Белоелинский, Воскресенский, Дальжинский, Демьяновский, Имский, Какормский, Кальминский, Князевский, Колчанский, Кульчинский, Магинский, Мочалинский, Ново-Троицкий, Романовский, Сусанинский, Тахтинский, Удинский, Херпучинский |
| Тугуро-Чумиканский  | с. Чумикан               | 102,3             | Антыканский, Баладекский, Буруханский, Торомский, Тугурский, Удский, Усальгинский, Чумиканский |
| Ульчский            | с. Богородское           | 29,8              | Агне-Афанасьевский, Ауринский, Богородский, Булавинский, Больше-Михайловский, Верхне-Гаваньский, Де-Кастринский, Дудинский, Калиновский, Киселевский, Койминский, Кольчемский, Мариинский, Нижне-Гаваньский, Ново-Георгиевский, Покровский, Савинский, Солонцовский, Софийский, Сухановский, Удыльский, Ухтинский, Циммерманский. Пгт Дидбиран |

В период с 1945 по 1956 годы в области возникло ещё 4 посёлка городского типа — Агние-Афанасьевский, Лазарев, Маго и Охотск.
В 1956—1957 годах в РСФСР были ликвидированы некоторые неудачно организованные периферийные области, не имевшие «сильных» областных центров и находившиеся в значительной экономической зависимости от более удалённых крупных городов. Среди этих областей оказалась и Нижнеамурская, которая была присоединена к Хабаровскому краю.

## Население
По данным переписи населения 1939 года, в Нижнеамурской области проживало 98 480 чел.. В городах и посёлках городского типа проживало 17,3 тыс. чел. (17,6 %), в сельской местности — 81,2 тыс. чел. (82,4 %)
Национальный состав в 1939 году:
| Народ    | Численность, чел | Доля, % |
| -------- | ---------------- | ------- |
| Русские  | 77 042           | 78,2    |
| Украинцы | 4187             | 4,3     |
| Татары   | 3496             | 3,5     |
| Эвенки   | 3139             | 3,2     |
| Нивхи    | 2023             | 2,1     |
| Нанайцы  | 1638             | 1,7     |
| Белорусы | 1551             | 1,6     |
| Эвены    | 1461             | 1,5     |
| Мордовцы | 1360             | 1,4     |

По районам области население распределялось так:
| Район                     | Население | Основные народы                                               |
| ------------------------- | --------- | ------------------------------------------------------------- |
| г. Николаевск             | 17 314    | Русские — 89 %                                                |
| Аяно-Майский              | 4719      | Русские — 63 %, эвенки — 27 %                                 |
| Кербинский (им. Осипенко) | 7052      | Русские — 66 %, белорусы — 11 %, татары — 9 %, украинцы — 6 % |
| Нижне-Амурский            | 28 532    | Русские — 80 %, нивхи — 7 %                                   |
| Охотский                  | 11 313    | Русские — 74 %, эвены — 13 %                                  |
| Тугуро-Чумиканский        | 2875      | Русские — 53 %, эвенки — 37 %                                 |
| Ульчский                  | 26 675    | Русские — 80 %, нанайцы — 6 %                                 |

## Экономика

### Промышленность
Основными отраслями промышленности Нижнеамурской области в середине 1950-х годов были: рыбная, золотодобывающая, лесная и судостроительная.
Главной отраслью промышленности была рыбная. Вылов и переработку рыбы осуществляли 2 государственных предприятия (Нижне-Амурский Госрыбтрест и Охотско-Аянский Госрыбтрест), а также рыболовецкие колхозы (82 к 1954 году). В состав трестов в 1939 году входило 5 рыбокомбинатов и 31 рыбный завод. Центрами рыбопереработки были Де-Кастри, Охотск, Николаевск-на-Амуре, Нижнее Пронге, Пуир, Озерпах, остров Байдуков, Коль, Петровская коса, остров Чкалова, Оремиф, Тнейвах, Чнырях, Джаорэ, Лазаревка, Алдома, Иня — на морском побережье; Тыр, Чля, Сусанино, Богородское, Солонцы, Дуди, Мулки, Мариинское — на реках. Для обслуживания нужд рыболовства и рыбопереработки имелось 5 моторно-рыболовных станций, 4 консервных завода, 2 баночные фабрики, лесотарный комбинат, холодильник, жиротопный завод (на острове Байдуков). В Николаевске в начале 1940-х была построена верфь, где строились и ремонтировались рыболовецкие суда. Основными объектами рыбного промысла были лососёвые (на их долю приходилось 70—80 % всего улова), сельдевые и частиковые. На долю области приходилось 3 % всесоюзного вылова рыбы.
Добыча золота являлась старейшей отраслью промышленности области — первые старатели на Нижнем Амуре появились ещё в 1850-е годы. К концу 1930-х годов действовало несколько приисковых управлений: Колчанское, Херпучинское (Нижнеамурский район); Удыльское, Пильдо-Лимурийское (Ульчский район); Кербинское (район им. Полины Осипенко); Охотское (Охотский район). На месторождении Колчан действовала обогатительная фабрика.
Лесная промышленность получила наибольшее распространение в Ульчском и Нижне-Амурском районах. Лесозаготовками занимались Кизинский леспромхоз (Ульчский район) и ряд непрофильных хозяйственных организаций (рыбзаводы, приисковые управления и др.). В сезон 1938—39 годов в области было заготовлено 602 тыс. м³ древесины, что на 88 % больше, чем в 1933—34 годах. Переработка древесины была представлена только лесопильной промышленностью.

### Сельское хозяйство
Из-за суровых климатических условий на территории Нижнеамурской области сельское хозяйство было развито слабо и имело подсобное значение. Площадь сельхозугодий к 1954 году составляла всего 1,5 % общей территории. Почти все возделываемые земли размещались в южных районах области, преимущественно в долине Амура.
В 1915 году площадь посевов на территории будущей Нижнеамурской области составляла 390 га. С начала 1930-х годов в области проводились мероприятия по увеличению площади посевов, повышению урожайности, механизации сельского хозяйства. К 1939 году площадь посевов выросла более чем в 10 раз и составила 4057 га. Из них 73 % было занято картофелем, 13,5 % — овощами, 11 % зерновыми, 2 % — корнеплодами. Средняя по области урожайность картофеля в 1938 году составила 80 ц/га, овощей — 100 ц/га, корнеплодов — 115 ц/га, зерновых — 6,5 ц/га.
К 1954 году посевная площадь области превысила 5,5 тыс. га. Важнейшей культурой по-прежнему оставался картофель, которым было занято 57 % посевов. В то же время доля полей под зерновыми выросла до 26 %.
Поголовье колхозного скота в 1939 году составляли: 1950 лошадей, 710 голов крупного рогатого скота, 394 свиньи. Основной кормовой базой животноводства служили пойменные луга. На севере области было развито оленеводство. В 1938 году в Аяно-Майском районе был создан научно-исследовательский оленеводческий пункт.
Заметную роль в хозяйстве области также играл пушной промысел — охота на белку, лисицу, соболя, горностая, колонка. 90 % пушнины добывалось в северных районах области — Аяно-Майском, Тугуро-Чумиканском и Охотском. Были созданы звероводческие хозяйства и фермы.

### Транспорт
Основным видом транспорта на территории Нижнеамурской области был водный. Автомобильных и железных дорог в области не было. Ближайшей к Николаевску-на-Амуре железнодорожной станцией была Дзёмги около Комсомольска-на-Амуре (открыта в 1936 году). Там осуществлялась перевалка грузов с железной дороги на амурские суда.
Главным портом области был Николаевск, который благодаря своему положению в устье Амура обслуживал как речные, так и морские перевозки. Ремонт судов обеспечивали судоремонтные мастерские, организованные в 1925 году. Кроме Николаевска, небольшие морские порты действовали в Де-Кастри, Чумикане, Охотске и Аяне. До постройки в 1940-е годы нефтепровода Сахалин — Комсомольск значительную долю в морских и речных перевозках составляла сахалинская нефть.
В 1930-е годы в области началось активное развитие воздушного транспорта. К 1937 году действовали постоянные авиалинии Хабаровск — Комсомольск — Мариинское — Николаевск — Оха, Мариинское — Александровск-Сахалинский, Николаевск — Керби.

## Сфера обслуживания

### Образование
К моменту создания области на её территории уже существовала целая сеть начальных, семилетних и средних школ, введено всеобщее начальное образование. По данным 1939 года, в области была 151 начальная школа, 22 семилетних, 17 средних. В этих школах обучалось 18 440 учеников, из них 6327 — в классах с 5 по 10. При школах имелось 35 интернатов. В школах работало 725 учителей, из которых 91 имел высшее образование. К 1940 году всеобщее семилетнее обучение было внедрено в Николаевске-на-Амуре, а в сельской местности им было охвачено 60 % детей. По данным переписи населения 1939 года, 85,1 % жителей области в возрасте старше 9 лет были грамотными. К 1954 году в области стало 166 начальных и 94 семилетних и средних школ.
33 школы были национальными — они были созданы для обучения детей коренных народов Севера — нивхов, ульчей, эвенков, эвенов, якутов. Для подготовки кадров национальных школ в Николаевске-на-Амуре было открыто Педагогическое училище народов Севера (230 учащихся в 1939 году).
Внешкольная работа с детьми велась в 17 пионерских лагерях, в которых в 1939 году побывало более 2000 детей.
В 1930-е годы в области проводились масштабные мероприятия по ликвидации безграмотности. Во второй половине 1930-х за 5 лет было обучено 10 тыс. неграмотных и малограмотных из числа взрослых. Работающая молодёжь могла продолжать своё образование в 7 семи- и десятилетних вечерних школах.
Профессиональное образование в 1939 году было представлено уже упомянутым Педагогическим училищем народов Севера, а также Николаевской школой морского ученичества, которая готовила судоводителей, штурманов, мотористов, радистов и судоремонтников. К 1954 году возникли также фельдшерская школа и ремесленное училище.
Также в области в конце 1930-х годов имелось 22 детских сада (к 1956 году их стало 40) и 1 детский дом, в котором воспитывалось 120 чел.

### Культура
В 1939 году в области было 4 дома культуры, 56 клубов, 12 библиотек, 69 изб-читален, 37 киноустановок (из них 20 немых), культбаза, драматический театр. В клубах работали различные кружки — музыкальные, театральные, оборонные; проводились показ кинофильмов, чтение лекций, коллективные читки прессы и художественной литературы. В Николаевске-на-Амуре проводились областные художественные олимпиады. В конце 1930-х непродолжительное время выходила газета «Nivxgu mәkәr-qlaj-d̦if» на нивхском языке.
К 1956 году сеть культурно-просветительских учреждений заметно расширилась: в области работало 6 районных домов культуры, 71 клуб, 109 библиотек, 54 избы-читальни, краеведческий музей, кинотеатр и 120 киноустановок. Издавались областная газета «Красный маяк» и 6 районных газет.